# Josef Lanzendörfer
Josef Lanzendörfer (24. března 1907 – 7. října 1982) byl československý bobista.

## Závodní kariéra
Startoval na ZOH 1936 v Garmisch-Partenkirchenu, kde skončil v závodě dvojbobů na 20. místě a soutěž čtyřbobů nedokončil. V roce 1935 získal stříbrnou medaili na mistrovství světa v závodě dvojbobů v Iglsu (s brzdařem Karlem Růžičkou).